# Lago Võrtsjärv
Võrtsjärv é um lago no sul da Estônia com uma área de 270 km². A elevação do lago é de 33,7 m acima do nível do mar. O rio Emajõgi nasce no lago Võrtsjärv e deságua no  lago Peipus.